# Olympische Sommerspiele 2000/Teilnehmer (Dschibuti)
| Gelbes Symbol für Goldmedaillen mit stilisierten Olympischen Ringen | Graues Symbol für Silbermedaillen mit stilisierten Olympischen Ringen | Braundes Symbol für Bronzemedaillen mit stilisierten Olympischen Ringen |
| ------------------------------------------------------------------- | --------------------------------------------------------------------- | ----------------------------------------------------------------------- |
| —                                                                   | —                                                                     | —                                                                       |

Dschibuti nahm an den Olympischen Sommerspielen 2000 in der australischen Metropole Sydney mit zwei Athleten, ein Mann und eine Frau, teil.
Seit 1984 war es die fünfte Teilnahme Dschibutis an Olympischen Sommerspielen.

## Flaggenträger
Der Leichtathletin Djama Robleh trug die Flagge Dschibutis während der Eröffnungsfeier im Stadium Australia.

## Teilnehmer nach Sportarten

### Leichtathletik
- Omar Daher Gadid
Marathon: ausgeschieden

- Roda Ali Wais
Frauen, 800 Meter: Mit 2:31,71 min im Vorlauf (Platz 8) nicht für die Zwischenläufe qualifiziert.